# ستيفان جينشيف
ستيفان جينشيف هو لاعب كرة قدم بلغاري في مركز الهجوم، ولد في 16 يونيو 1994 في Pavlikeni ‏ في بلغاريا. لعب مع SFC Etar Veliko Tarnovo ‏.